# 井上浩輔
井上 浩輔（いのうえ こうすけ、1965年（昭和40年）3月14日 - ） は、日本の小説家・英語講師・元航空会社社員。
本名同じ。東京都東久留米市在住。
作風は歌謡曲のタイトルと歌詞が満載で過激な文体が特徴。よく取り上げられるモチーフは少年とSEX。代表作は高校33年生。

## 略歴
群馬県高崎市出身。東京都立久留米高等学校（現：東久留米総合高等学校）、立教大学法学部卒業、立教大学観光学部に在学中。
1987年、日航ビジネス入社。立教大学では英字新聞立教エコーに所属。村瀬信也教授ゼミで国連を、木下毅教授にアメリカ憲法を、入社後はプレゼンテーション、マーケティング等を、すべて英語のみで学ぶ。2009年退社。2022年英語講師・作家専業に。
目標とする人物は三島由紀夫・筒美京平・小椋佳・Martin Soong・筑紫哲也・Tom Peters。

## エピソード
- 1992年日本航空国際旅客事業本部長賞受賞[5][6]。1994年5月30日、予約関連業務のマニュアル作成に対し　NQC(日航ビジネスQCサークル)全社発表大会にて最優秀賞受賞[4][7]。1994年7月6日、日本航空アジア・オセアニア地区予約担当者会議参加。2000年3月16日/2001年3月29日、日本航空アジア・オセアニア地区予約担当者対象に英語で研修を実施。日本航空グループ予約部門で当時史上最年少記録[4]。2012年一般財団法人国際石油交流センター勤務にてアブダビで開催された産油国ネットワーク会議調整[8][9]。2012年9月14日-9月22日中東産業事情視察ビジネスミッションに各社選抜メンバーと共に参加。リヤド・アルコバール・バーレーン・ドバイ・アブダビの5都市を歴訪[10]。
- 英語講師のキャッチフレーズは「英語の立教、英語の浩輔」。
- 総合旅行業務取扱管理者の資格取得に向け勉強中。
- 趣味は水泳と絵画鑑賞[4]。

## 作品

### 小説[1]
- 高校33年生　ライブドアブログ
- 兄に捧げるバラード　ライブドアブログ[11]

英語ブログ
　●　英字新聞で学ぶ英語　ライブドアブログに現在公開中